# Poland (condado de Chautauqua, Nueva York)
Poland es un pueblo ubicado en el condado de Chautauqua en el estado estadounidense de Nueva York. En el año 2000 tenía una población de 2,467 habitantes y una densidad poblacional de 26 personas por km².

## Geografía
Poland se encuentra ubicado en las coordenadas 42°07′57″N 79°07′56″O / 42.13250, -79.13222.

## Demografía
Según la Oficina del Censo en 2000 los ingresos medios por hogar en la localidad eran de $37,195, y los ingresos medios por familia eran $41,728. Los hombres tenían unos ingresos medios de $31,862 frente a los $22,036 para las mujeres. La renta per cápita para la localidad era de $17,115. Alrededor del 10.9% de la población estaban por debajo del umbral de pobreza.